# Herterichstraße 48 (Solln)

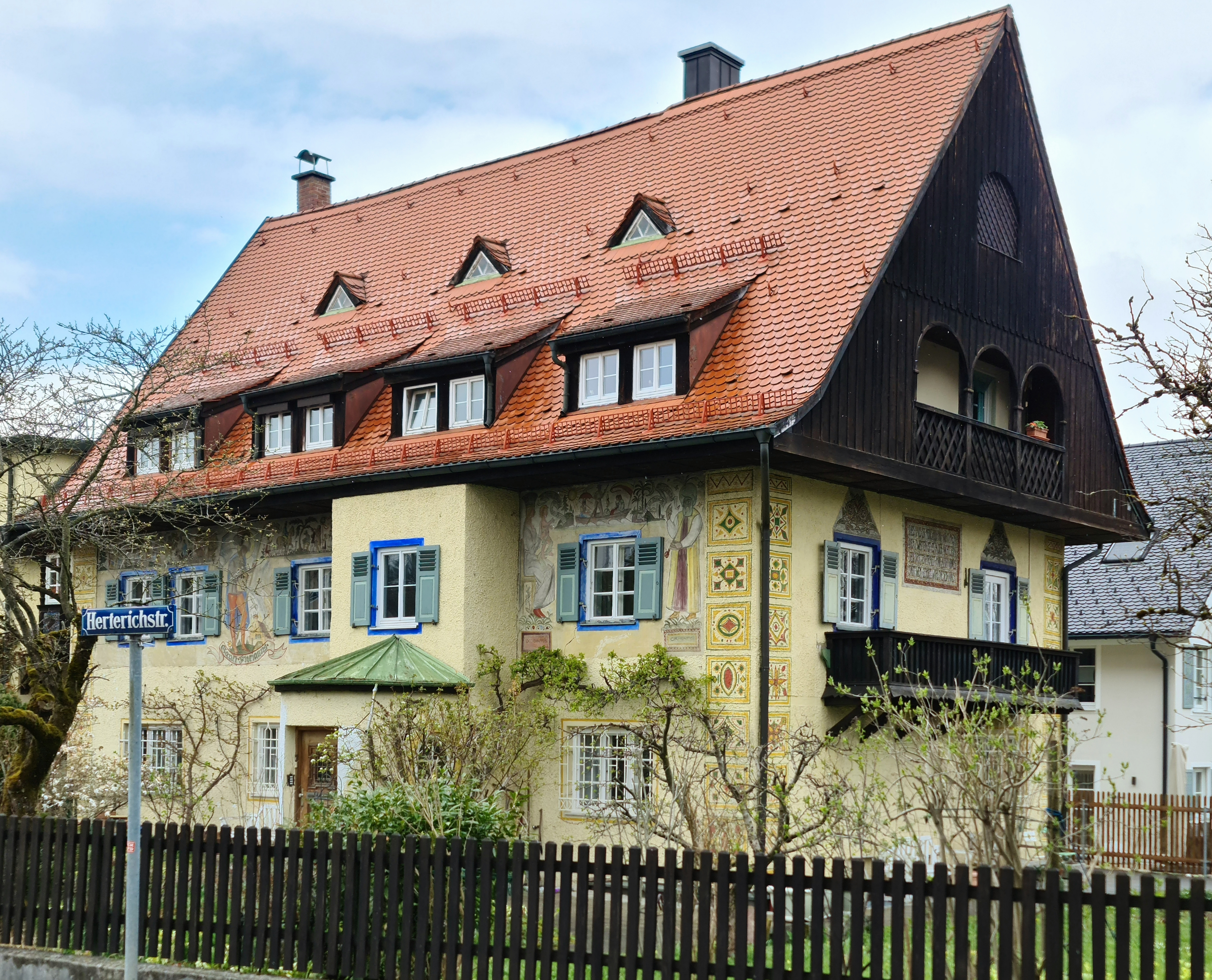
Herterichstraße 48 in Solln

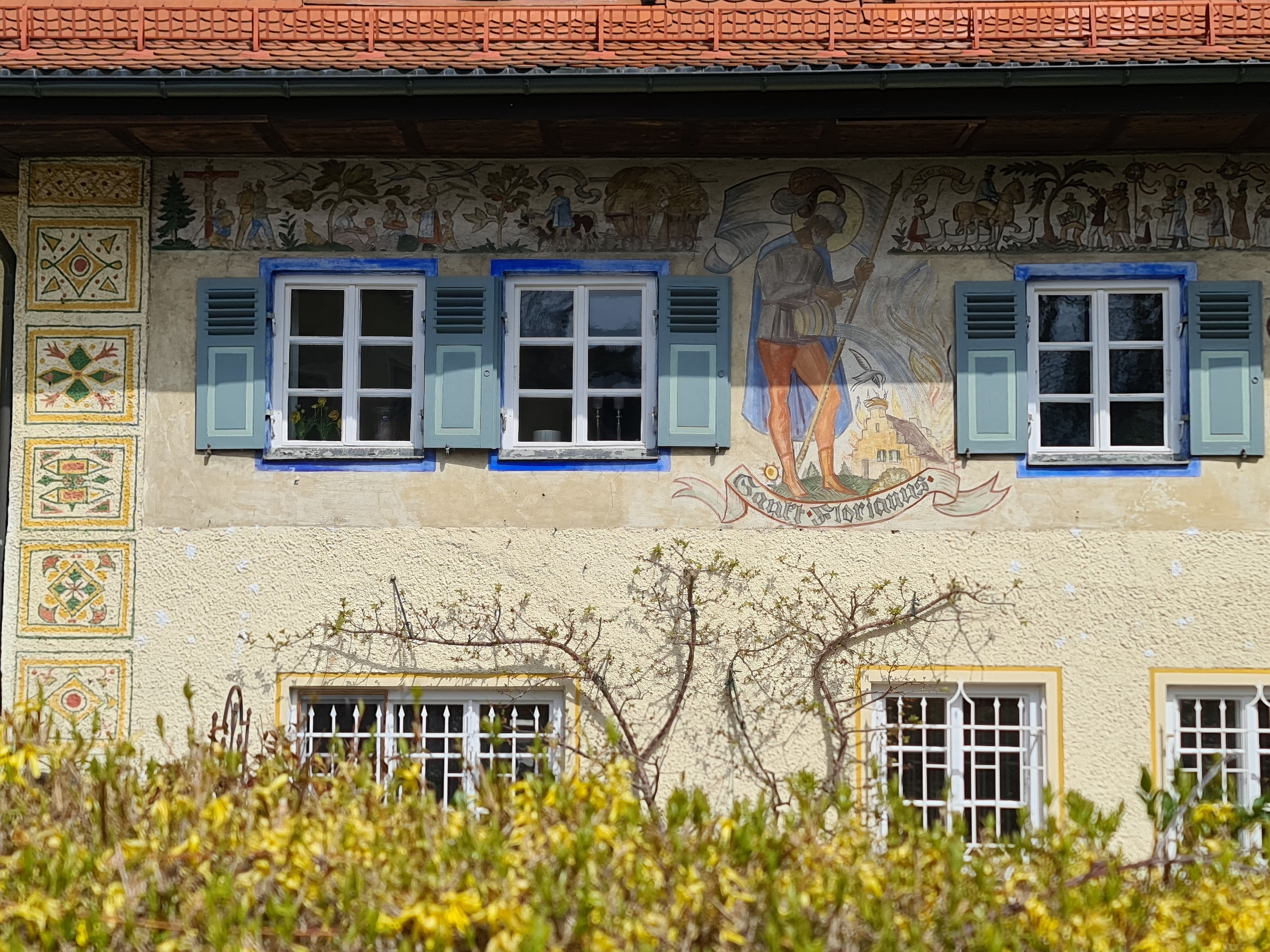
Detailansicht mit den Wandmalereien

Das Landhaus Herterichstraße 48, ein villenartiger Bau im Heimatstil, befindet sich im Nordosten des Dorfkerns von Solln in München. Das mit reicher Wandmalerei geschmückte Baudenkmal wurde 1922 von E. Magnin errichtet.

## Geschichte und Beschreibung
Die Villa wurde unter teilweiser Verwendung einer aus einem landwirtschaftlichen Anwesen hervorgegangenen Schreinerei errichtet. Die Baumaßnahmen glichen nahezu einem Neubau. Der stattliche zweigeschossige Steilsatteldachbau besitzt einen weit vorspringenden Portalanbau. Westlich schließt ein schmaler Anbau mit obergeschossigem Fachwerkerker an das Hauptgebäude an. Dieser besitzt gemalte Ecklisenen mit ornamentalem Muster, und im Obergeschoss und am Dachgesims reiche Fassadenmalereien im volkstümlichen Heimatstil mit leicht expressionistischen Zügen.